# Kristiāns Fokerots
Kristiāns Fokerots (Kuldīga, 31 de enero de 2005) es un deportista letón que compite en voleibol, en la modalidad de playa. Ganó una medalla de oro en el Campeonato Europeo de Vóley Playa de 2024, en el torneo masculino.

## Palmarés internacional
| Campeonato Europeo | Campeonato Europeo     | Campeonato Europeo | Campeonato Europeo |
| Año                | Lugar                  | Medalla            | Pareja             |
| ------------------ | ---------------------- | ------------------ | ------------------ |
| 2024               | La Haya (Países Bajos) | Medalla de oro     | Mārtiņš Pļaviņš    |